# Aire d'attraction de Pont-à-Mousson
L'aire d'attraction de Pont-à-Mousson est un zonage d'étude défini par l'Insee pour caractériser l’influence de la commune de Pont-à-Mousson sur les communes environnantes. Publiée en octobre 2020, elle se substitue à l'aire urbaine de Pont-à-Mousson, qui comportait 7 communes dans le zonage de 2010.

### Carte

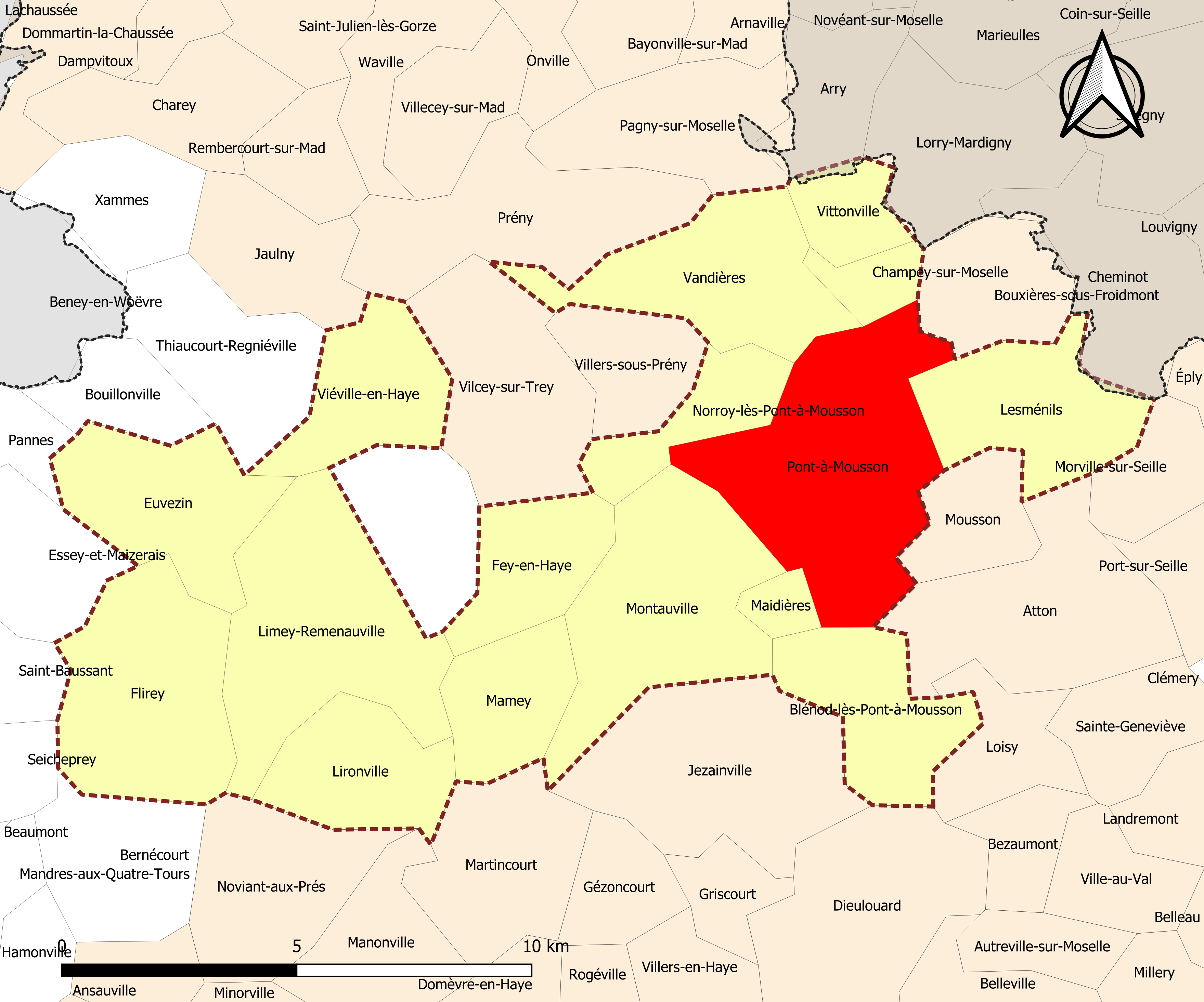
Carte de l'aire d'attraction de Pont-à-Mousson.
Commune-centre
Commune de la couronne

## Définition
L'aire d'attraction d'une ville est composée d’un pôle, défini à partir de critères de population et d’emploi ainsi que d’une couronne constituée des communes dont au moins 15 % des actifs travaillent dans le pôle. Le pôle d’attraction constitue ainsi un point de convergence des déplacements domicile-travail,.

## Géographie
L’aire d'attraction de Pont-à-Mousson est une aire intra-départementale qui comporte 16 communes en Meurthe-et-Moselle. 

### Composition communale
| Nom                             | Code Insee | Département        | Statut                 | Superficie (km2) | Population (dernière pop. légale) | Densité (hab./km2) | Modifier                                    |
| ------------------------------- | ---------- | ------------------ | ---------------------- | ---------------- | --------------------------------- | ------------------ | ------------------------------------------- |
| Pont-à-Mousson (commune-centre) | 54431      | Meurthe-et-Moselle | commune-centre         | 21,60            | 14 383 (2022)                     | 666                | modifier les données · modifier les données |
| Blénod-lès-Pont-à-Mousson       | 54079      | Meurthe-et-Moselle | commune de la couronne | 9,58             | 4 649 (2022)                      | 485                | modifier les données · modifier les données |
| Champey-sur-Moselle             | 54114      | Meurthe-et-Moselle | commune de la couronne | 2,42             | 316 (2022)                        | 131                | modifier les données · modifier les données |
| Euvezin                         | 54187      | Meurthe-et-Moselle | commune de la couronne | 11,28            | 107 (2022)                        | 9,5                | modifier les données · modifier les données |
| Fey-en-Haye                     | 54193      | Meurthe-et-Moselle | commune de la couronne | 7,05             | 59 (2022)                         | 8,4                | modifier les données · modifier les données |
| Flirey                          | 54200      | Meurthe-et-Moselle | commune de la couronne | 15,77            | 163 (2022)                        | 10                 | modifier les données · modifier les données |
| Lesménils                       | 54312      | Meurthe-et-Moselle | commune de la couronne | 10,84            | 503 (2022)                        | 46                 | modifier les données · modifier les données |
| Limey-Remenauville              | 54316      | Meurthe-et-Moselle | commune de la couronne | 18,33            | 312 (2022)                        | 17                 | modifier les données · modifier les données |
| Lironville                      | 54317      | Meurthe-et-Moselle | commune de la couronne | 8,99             | 131 (2022)                        | 15                 | modifier les données · modifier les données |
| Maidières                       | 54332      | Meurthe-et-Moselle | commune de la couronne | 1,81             | 1 495 (2022)                      | 826                | modifier les données · modifier les données |
| Mamey                           | 54340      | Meurthe-et-Moselle | commune de la couronne | 7,56             | 335 (2022)                        | 44                 | modifier les données · modifier les données |
| Montauville                     | 54375      | Meurthe-et-Moselle | commune de la couronne | 16,19            | 1 089 (2022)                      | 67                 | modifier les données · modifier les données |
| Norroy-lès-Pont-à-Mousson       | 54403      | Meurthe-et-Moselle | commune de la couronne | 5,89             | 1 161 (2022)                      | 197                | modifier les données · modifier les données |
| Vandières                       | 54546      | Meurthe-et-Moselle | commune de la couronne | 12,35            | 932 (2022)                        | 75                 | modifier les données · modifier les données |
| Viéville-en-Haye                | 54564      | Meurthe-et-Moselle | commune de la couronne | 8,54             | 140 (2022)                        | 16                 | modifier les données · modifier les données |
| Vittonville                     | 54589      | Meurthe-et-Moselle | commune de la couronne | 4,03             | 126 (2022)                        | 31                 | modifier les données · modifier les données |

## Démographie
Cette aire est catégorisée dans les aires de moins de 50 000 habitants, une catégorie qui regroupe 12,2 % de la population au niveau national,.